# 國立陽明交通大學附屬竹北高級中等學校
國立陽明交通大學附屬竹北高級中等學校，簡稱陽明交大附中，位於新竹縣竹北市，是陽明交通大學的附屬中學。1992年設校，校址於豆子埔溪畔，與台鐵竹北車站、台元科技園區為鄰。

## 歷史
1992年7月，「臺灣省立竹北高級中學」創校。第一屆招生收普通科4班、資訊科1班、商業經營科1班，共6班。男女生計314人。初期借用新竹縣立六家國民中學校舍上課。 
2000年，精省後，改隸更名為「國立竹北高級中學」。
2007年，成立校史館與「明仁游泳池」，均紀念1996年11月10日一名為了救女童而於國立清華大學相思湖溺斃的竹北高中學生王明仁的義行。
2021年，普通科成立雙語實驗班，110學年度（2021年）開始招生，成為竹苗地區首間成立雙語實驗專班的國立高級中學。
2023年，成立國立清華大學竹北高中校友會。
2024年1月，校務會議中，改隸為國立陽明交通大學附中的提案，初步得到與會成員無反對全數同意，後續將組成改隸程序工作小組。4月，與國立陽明交通大學簽訂改隸附中合作備忘錄，改隸為陽明交大附中正式進入法制程序。10月11日，竹北高中於臨時校務會議通過改隸陽明交大附中案。
2025年8月，正式改隸國立陽明交通大學，並更名為「國立陽明交通大學附屬竹北高級中等學校」。

## 科別
目前學校設有以下六種科別：
- 普通科
- 資訊科
- 商業經營科
- 舞蹈班
- 體育班
- 門市服務科

## 歷任校長
| 任別 | 姓名   | 任職時間             |
| ---- | ------ | -------------------- |
| 1    | 連添財 | 1992年8月－2000年7月 |
| 2    | 匡格非 | 2000年8月－2006年7月 |
| 3    | 周碩樑 | 2006年8月－2012年7月 |
| 4    | 凃仲箎 | 2012年8月－2019年7月 |
| 5    | 陳瑞榮 | 2019年8月－現任      |

## 外部連結
- 官方网站
- 國立陽明交通大學附屬竹北高級中等學校的Facebook專頁